# Aswat
Aswat - Palestinian Feminist Center for Gender and Sexual Freedoms, também conhecido como Aswat (em árabe: أصوات, lit. 'Voices'), é uma organização feminista com sede em Israel que defende lésbicas e outras mulheres LGBT na comunidade palestina. O grupo foi fundado em 2003, tornando-se a primeira organização palestina para lésbicas. Inicialmente era baseado em membros, mas desde então fez a transição para uma estrutura baseada em movimento. Baseia-se em Haifa, Israel.
A organização foi cofundada pela ativista Rauda Morcos, que recebeu o Felipe de Souza Award da OutRight Action International por seu trabalho com o grupo. Hoje, Aswat se envolve em trabalho de defesa de direitos e educação, ao mesmo tempo que organiza reuniões mensais de grupos de apoio que abordam orientação sexual, identidade de gênero e nacionalidade. Em maio de 2016, seu codiretor era Ghadir Shafie.

## História
Em outubro de 2004, Rauda Morocos falou na conferência do Palestine Solidarity Movement na Universidade Duke na qualidade (na época) de coordenadora de Aswat.
Em 28 de março de 2007, Aswat realizou sua primeira conferência pública num teatro em Haifa. O evento, intitulado “Home and Exile in Queer Experience”, contou com leituras de poesia e música. Pelo menos 250 pessoas participaram da conferência; os organizadores estimaram que cerca de 10 a 20 delas eram lésbicas árabes. O Movimento Islâmico descreveu o grupo como um "câncer fatal que deveria ser proibido de se espalhar na sociedade árabe e de eliminar a cultura árabe", e cerca de 20 manifestantes manifestaram-se fora do local do evento.
Em 2011, Aswat e Al Qaws trabalharam com a ativista Sarah Schulman para organizar uma delegação de dezesseis pessoas LGBT dos Estados Unidos à Palestina. Após a sua visita a Israel e aos territórios palestinianos no início de 2012, a delegação publicou um documento intitulado "An Open Letter to LGBTQ Communities on the Israeli Occupation of Palestine" (Uma Carta Aberta às Comunidades LGBTQ sobre a Ocupação Israelita da Palestina).